# Асаї
Асаї́ (порт. açaí), або евтерпа овочева (лат. Euterpe oleracea) — пальма роду евтерпа. Поширена в Бразилії, місцеві назви - açaí (плід), açaizeiro (дерево). Культивується, особливо в штаті Пара, заради їстівної серцевини і плодів, багатих корисними речовинами.
У дикому вигляді росте в сирих місцях, по берегах річок групами по 4-8 дерев. Висота дерева коливається від 12 до 20 метрів, діаметр стовбура - 15-20 см. Плід - темно-фіолетова ягодоподібна кістянка, на кожній волоті від 500 до 900 плодів. Урожай знімають двічі на рік. З плодів вичавлюють олію асаї, багату пальмітиновою кислотою.

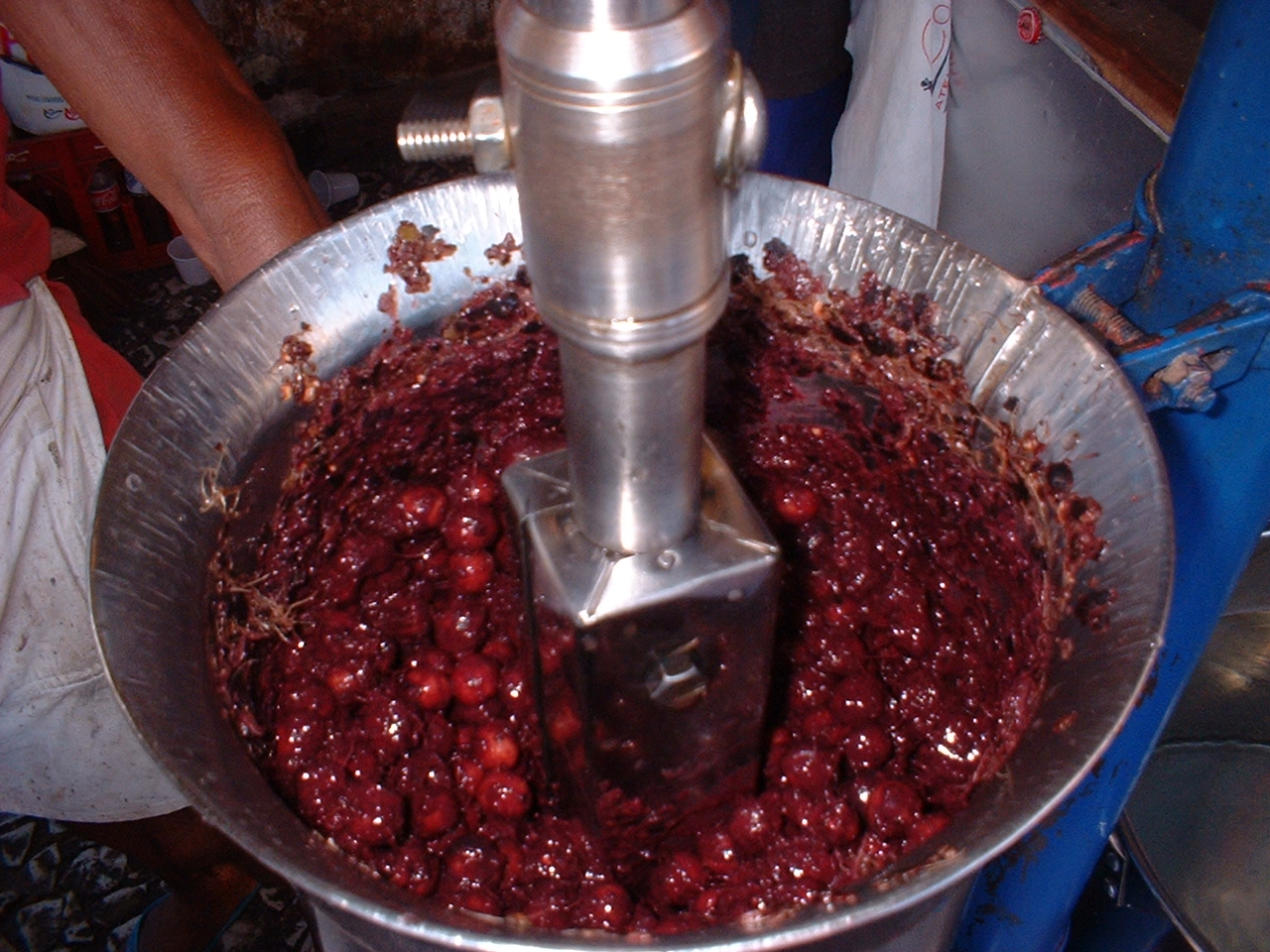
Витискання соку з плодів

Пальма асаї - важливе джерело їжі для мешканців дельти Амазонки. Індіанці кабокло до 42% харчування традиційно отримували з цієї рослини . Вирощують головним чином заради плодів, з яких готують густий шербет «Açaí na tigela». Серцевина пальми також їстівна, але в даний час для отримання цього продукту зазвичай розводять близькоспоріднений вид Euterpe edulis (жусара).

## Афера з плодами асаї
Починаючи з 2004 року компанія MonaVie стала просувати плоди асаї і їх сік в засобах масової інформації США як «диво-їжу» (superfood), що володіє широким спектром корисних речовин і унікальною концентрацією антиоксидантів, здатних нібито запобігати захворюванням серцево-судинної системи . Наукового підтвердження цих тверджень немає . Через зростаючі обсяги експорту асаї бразильські індіанці втратили традиційне джерело живлення .
Канадський центр протидії шахрайству охарактеризував рекламу препаратів з асаї як «аферу міжнародного масштабу» . У 2010 році Федеральна торгова комісія США звинуватила виробників харчових добавок з плодів асаї в обмані споживачів щодо спроможності продукту запобігати раку і зберігати здорову вагу.